# Hébécourt (Somme)
Hébécourt je francouzská obec v departementu Somme v regionu Hauts-de-France. V roce 2012 zde žilo 521 obyvatel.

## Sousední obce
Dury, Plachy-Buyon, Rumigny, Saint-Fuscien, Saint-Sauflieu, Vers-sur-Selles

## Vývoj počtu obyvatel
Počet obyvatel